# De 25 (Vlaanderen)
De 25 is een archiefprogramma van productiehuis Dedsit dat van 2015 tot 2020 uitgezonden werd op VTM.  Elke aflevering bevat een thematisch overzicht van 25 opmerkelijke tv-fragmenten uit het VTM-archief.
Tijdens de eerste drie seizoenen werden de fragmenten van grappig commentaar voorzien door Ivan Pecnik. Vanaf seizoen 4 is de commentaarstem van Q-dj Vincent Fierens.

## Afleveringen

### Seizoen 1
| Afl. | Thema                                      | Uitzenddatum     | Kijkcijfers |
| ---- | ------------------------------------------ | ---------------- | ----------- |
| 1    | De 25 grootste versierders                 | 14 februari 2015 | 481.523     |
| 2    | De 25 Strafste Jurymomenten                | 21 februari 2015 | 491.484     |
| 3    | De 25 spannendste eerste keren             | 28 februari 2015 | 420.048     |
| 4    | De 25 meest emotionele uitbarstingen op tv | 7 maart 2015     | 532.885     |
| 5    | De 25 strafste madammen                    | 14 maart 2015    | 529.266     |
| 6    | De 25 opmerkelijkste kandidaten            | 21 maart 2015    | 470.246     |
| 7    | De 25 grootste wereldsterren               | 28 maart 2015    | 410.821     |
| 8    | De 25 meest gênante momenten               | 4 april 2015     | 463.277     |
| 9    | De 25 strafste kerels                      | 11 april 2015    | 510.118     |
| 10   | De 25 strafste stuntmannen                 | 18 april 2015    | 456.921     |

### Seizoen 2
| Afl. | Thema                                       | Uitzenddatum     | Kijkcijfers |
| ---- | ------------------------------------------- | ---------------- | ----------- |
| 1    | De 25 onhandigste harry's van VTM           | 30 januari 2016  | 517.337     |
| 2    | De 25 meest onverwachte momenten van VTM    | 6 februari 2016  | 562.951     |
| 3    | De 25 beestigste momenten van VTM           | 13 februari 2016 | 493.969     |
| 4    | De 25 meest intense familiemomenten van VTM | 20 februari 2016 | 535.721     |
| 5    | De 25 ijdelste mannen van VTM               | 27 februari 2016 | 518.071     |
| 6    | De 25 culinaire toppers van VTM             | 5 maart 2016     | 444.069     |
| 7    | De 25 slapste lachen van VTM                | 12 maart 2016    | 586.862     |
| 8    | De 25 meest onvergetelijke dansers van VTM  | 19 maart 2016    | 536.417     |
| 9    | De 25 grootste pechvogels van VTM           | 26 maart 2016    | 521.876     |
| 10   | De 25 strafste hoofdrollen van VTM          | 2 april 2016     | 395.209     |

### Seizoen 3
| Afl. | Thema                                       | Uitzenddatum      | Kijkcijfers |
| ---- | ------------------------------------------- | ----------------- | ----------- |
| 1    | De 25 meest verrassende grapjassen van VTM  | 23 september 2017 | 438.002     |
| 2    | De 25 vindingrijkste kinderen van VTM       | 30 september 2017 | 386.417     |
| 3    | De 25 beste vermommingen van VTM            | 7 oktober 2017    | 371.305     |
| 4    | De 25 meest aanwezige Hollanders van VTM    | 14 oktober 2017   | 360.464     |
| 5    | De 25 grootste talenknobbels van VTM        | 21 oktober 2017   | 484.573     |
| 6    | De 25 plezantste natuurvrienden van VTM     | 28 oktober 2017   | 485.259     |
| 7    | De 25 meest fysieke inspanningen van VTM    | 4 november 2017   | 535.761     |
| 8    | De 25 opmerkelijkste eendagsvliegen van VTM | 11 november 2017  | 473.365     |
| 9    | De 25 olijkste duo's van VTM                | 18 november 2017  | 466.677     |
| 10   | De 25 leukste stommiteiten van VTM          | 25 november 2017  | 493.691     |

### Seizoen 4
| Afl. | Thema                                        | Uitzenddatum     | Kijkcijfers |
| ---- | -------------------------------------------- | ---------------- | ----------- |
| 1    | De 25 meest romantische avontuurtjes van VTM | 16 februari 2019 | 440.798     |
| 2    | De 25 leukste broers en zussen van VTM       | 23 februari 2019 | 470.162     |
| 3    | De 25 lekkerste gerechtjes van VTM           | 2 maart 2019     | 554.312     |
| 4    | De 25 meest onvergetelijke reizen van VTM    | 9 maart 2019     | 473.467     |
| 5    | De 25 mooiste missers van VTM                | 16 maart 2019    | 614.396     |
| 6    | De 25 plezantse lawaaimakers van VTM         | 23 maart 2019    | 615.914     |
| 7    | De 25 fanatiekste feestbeesten van VTM       | 30 maart 2019    | 560.442     |
| 8    | De 25 kaalste koppen van VTM                 | 6 april 2019     | 530.909     |
| 9    | De 25 kleinste kastaars van VTM              | 13 april 2019    | 497.596     |
| 10   | De 25 muzikaalste uitschieters van VTM       | 20 april 2019    | 425.578     |

### Seizoen 5
| Afl. | Thema                                       | Uitzenddatum     | Kijkcijfers |
| ---- | ------------------------------------------- | ---------------- | ----------- |
| 1    | De 25 opvallendste lichaamsdelen van VTM    | 22 februari 2020 | 491.571     |
| 2    | De 25 natste momenten van VTM               | 29 februari 2020 | 444.320     |
| 3    | De 25 bekendste debutanten van VTM          | 7 maart 2020     | 449.600     |
| 4    | De 25 heerlijkste ergernissen van VTM       | 14 maart 2020    | 650.804     |
| 5    | De 25 stoerste softies van VTM              | 21 maart 2020    | 800.214     |
| 6    | De 25 meest onverwachte rendez-vous van VTM | 28 maart 2020    | 815.329     |
| 7    | De 25 tofste enthousiastelingen van VTM     | 4 april 2020     | 851.506     |
| 8    | De 25 meest magische momenten van VTM       | 11 april 2020    | 599.972     |
| 9    | De 25 strafste uitvindingen van VTM         | 18 april 2020    | 755.876     |
| 10   | De 25 heetste momenten van VTM              | 25 april 2020    | 800.039     |